# 三浦理恵子
三浦 理恵子（みうら りえこ、1973年9月1日 - ）は、日本のタレント、歌手、女優、声優。東京都中野区出身。日出女子学園高等学校卒業。乙女塾2期生の出身で、解散したアイドルグループCoCo元メンバー。愛称は理恵ちゃん。
CoCo結成時よりプロダクション尾木に所属しており、グループ解散後に他メンバーが退社していくなか長年同事務所に所属していたが、2023年12月10日現在、事務所の公式サイトから名前が消されている。

## 略歴
- 1989年 フジテレビの番組『パラダイスGoGo!!』において、フジテレビが主催・運営していたタレント育成講座、乙女塾の2期生としてデビュー[2]。同郷（東京都中野区出身）の羽田惠理香（現・はねだえりか）らと同塾生の5人でアイドルグループ『CoCo』を結成する[2]。
- 1991年 「涙のつぼみたち」でソロデビュー[2]。以降はグループと平行して新曲リリース、ソロコンサート公演を行う。
- 1994年 CoCo解散。本格的にソロ活動開始[2]。
- 1997年 11月、元RED WARRIORSのヴォーカル、ダイアモンド☆ユカイと結婚。
- 2001年 日本テレビ系『THE夜もヒッパレ』でのユニット・『ミニスカパン』が話題となり、CDを発売。ダイアモンド☆ユカイと離婚。
- 2003年 京阪電鉄の『おけいはん』CMソングを歌う覆面歌手『中之島ゆき』として、淀屋レコードからシングル「出町柳から」を発売[2]。大阪のタワーレコード梅田店では、週間インディーズシングルチャート首位を獲得した。しかし、予想以上の大反響で、その正体のお披露目は最初に予定していた駅コンコースなどの小スペースでは困難となり、本人のスケジュールの都合上、大阪ではなく東京日比谷公園での『第10回鉄道フェスティバル』になってしまった。なお、この時にはミニスカでの車掌のコスプレで生歌も披露した。

- 2015年 一般男性と再婚[3]。

## 人物・エピソード
- アイドルとしてはルックスや声質などの面で素質を備えており、とりわけ声質は「キャットボイス」と評された[2]。そのためか、CoCoからは最初のソロCDデビューとなった。
- スイーツ等の甘い物が苦手。味自体は平気であるが、食べると頭が痛くなるなど、体質上合わないらしい（GREEより）。但し、最近はペットと共に食べるスイーツを美味しく平らげる事もある為、徐々に克服している様である。
- 漢字を読むことが苦手。
- 高所恐怖症である。
- 本人は当初、自身の独特の甘い声が嫌いだったというが、後にファンから慕われてチャームポイントとなった。その特徴ある声を生かして声優活動も行っている。（アニメーション作品『R.O.D』シリーズの読子・リードマン役など）
- 子供のとき薬指を切断する大怪我を経験。直ぐに接合手術を受けたが、この後遺症で指が少し曲がっている。
- 乙女塾に入る前はガソリンスタンドでアルバイトをしていた。また、高橋由美子がデビュー前に養成所で一緒だったと語っている。
- CoCoでは、「ぶりっ子キャラ」のイメージが定着していた。
- CoCoとして活動している時は瀬能あづさと特に仲が良く、行動する時は常に2人一緒という状態であった。
- 日出女子学園高校の同級生には藤谷美紀、田山真美子、亜里香、磯崎亜紀子、美栞了（古柴香織）等がいる。また、CoCoのメンバーであった大野幹代や元東京パフォーマンスドールの穴井夕子、歌手の河田純子、女優の水野美紀等は同高校の1年後輩である。
- CoCoの盟友である宮前真樹のブログに登場することがある。また、2009年6月にGREEにて自身のブログを開設した。
- モト冬樹や落語家の月亭八光は、三浦の大ファンである。

## ディスコグラフィ
CoCo時代にリリースした作品はCoCo (アイドルグループ)を参照。

### シングル
| 発売日         | レーベル             | 規格品番   | 面 | タイトル                                                     | 作詞               | 作曲          | 編曲            | 備考                                                                         |
| -------------- | -------------------- | ---------- | -- | ------------------------------------------------------------ | ------------------ | ------------- | --------------- | ---------------------------------------------------------------------------- |
| 1991年2月14日  | ポニーキャニオン     | PCDA-00155 | 1  | 涙のつぼみたち                                               | 及川眠子           | 都志見隆      | 船山基紀        |                                                                              |
| 1991年2月14日  | ポニーキャニオン     | PCDA-00155 | 2  | グッバイフレンズ                                             | 和泉ゆかり         | 山口美央子    | 船山基紀        |                                                                              |
| 1991年7月3日   | ポニーキャニオン     | PCDA-00207 | 1  | 水平線でつかまえて                                           | 及川眠子           | 都志見隆      | 船山基紀        |                                                                              |
| 1991年7月3日   | ポニーキャニオン     | PCDA-00207 | 2  | 妖精物語                                                     | 石川あゆ子         | 山口美央子    | 船山基紀        |                                                                              |
| 1991年11月7日  | ポニーキャニオン     | PCDA-00247 | 1  | 日曜はダメよ                                                 | 小西康陽           | 小西康陽      | 船山基紀        |                                                                              |
| 1991年11月7日  | ポニーキャニオン     | PCDA-00247 | 2  | 素敵なラビリンス                                             | 及川眠子           | 都志見隆      | 米光亮          |                                                                              |
| 1992年2月26日  | ポニーキャニオン     | PCDA-00284 | 1  | Jokeにもならない恋                                           | 及川眠子           | 都志見隆      | 中村哲          |                                                                              |
| 1992年2月26日  | ポニーキャニオン     | PCDA-00284 | 2  | 想い出がはじまる                                             | 及川眠子           | 都志見隆      | 中村哲          |                                                                              |
| 1992年9月18日  | ポニーキャニオン     | PCDA-00357 | 1  | 神様からもらったチャンス                                     | 及川眠子           | 都志見隆      | 渡辺格 菅井えり |                                                                              |
| 1992年9月18日  | ポニーキャニオン     | PCDA-00357 | 2  | 永遠のひとひら                                               | 及川眠子           | 菅井えり      | 渡辺格 菅井えり |                                                                              |
| 1993年3月19日  | ポニーキャニオン     | PCDA-00424 | 1  | 天使のいる渚                                                 | 及川眠子           | 都志見隆      | 山川恵津子      |                                                                              |
| 1993年3月19日  | ポニーキャニオン     | PCDA-00424 | 2  | 約束のポニーテール                                           | 和泉ゆかり         | 山口美央子    | 山川恵津子      |                                                                              |
| 1993年12月1日  | ポニーキャニオン     | PCDA-00512 | 1  | 抱きしめてDestiny                                            | 及川眠子           | 菅井えり      | 渡辺格 菅井えり |                                                                              |
| 1993年12月1日  | ポニーキャニオン     | PCDA-00512 | 2  | この愛がバイブル                                             | 及川眠子           | 菅井えり      | 菅井えり        |                                                                              |
| 1994年8月19日  | ポニーキャニオン     | PCDA-00635 | 1  | 楽園のトリコ                                                 | 長友博文・及川眠子 | 小森田実      | 新川博          | モンタナ・ジョーンズイメージソング。タイトルは『ゼンダ城の虜』のパロディー。 |
| 1994年8月19日  | ポニーキャニオン     | PCDA-00635 | 2  | かなしい秘密                                                 | 及川眠子           | 羽田一郎      | 新川博          |                                                                              |
| 1995年6月10日  | East West            | AMDM-6136  | 1  | Girls,be ambitious!                                          | 横山武             | 出雲麻紀子    | 遠山淳          | L･リーグフジタSCマーキュリーイメージソング。                                 |
| 1995年6月10日  | East West            | AMDM-6136  | 2  | 情熱を愛しく抱きしめて                                       | 森雪之丞           | 須藤英樹      | 遠山淳          |                                                                              |
| 1996年2月10日  | East West            | AMDM-6151  | 1  | 幸せな日々                                                   | 横山武             | 山口美央子    | 遠山淳          |                                                                              |
| 1996年2月10日  | East West            | AMDM-6151  | 2  | 風と青空                                                     | 小林由起子         | 須藤英樹      | 遠山淳          |                                                                              |
| 1996年12月11日 | ワーナー・パイオニア | WPDV-7102  | 1  | French Kiss                                                  | 岡部真理子         | 中崎英也      | 中崎英也        |                                                                              |
| 1996年12月11日 | ワーナー・パイオニア | WPDV-7102  | 2  | La Chate                                                     | 三浦理恵子         | 須藤英樹      | 遠山淳          |                                                                              |
| 1997年8月10日  | ワーナー・パイオニア | WPDV-7115  | 1  | アリガト                                                     | 鮎川めぐみ         | DIAMOND YUKAI | 遠山淳          |                                                                              |
| 1997年8月10日  | ワーナー・パイオニア | WPDV-7115  | 2  | 羊みたいに                                                   | 猫沢ユミ           | DIAMOND YUKAI | 遠山淳          |                                                                              |
| 小町&奈緒子    |                      |            |    |                                                              |                    |               |                 |                                                                              |
| 2000年3月18日  | 日本コロムビア       | CODC-1834  | 1  | 毎日、ノープロブレム                                         | うえのけいこ       | 佐橋俊彦      | 佐橋俊彦        | フジテレビ『こちら葛飾区亀有公園前派出所』エンディングテーマ                 |
| 2000年3月18日  | 日本コロムビア       | CODC-1834  | 2  | ほんのささいな恋だから 〜マリアのマンボ〜（歌：両津&麻里愛） | ラサール石井       | 佐橋俊彦      | 佐橋俊彦        | フジテレビ『こちら葛飾区亀有公園前派出所』エンディングテーマ                 |
| ミニスカパン   |                      |            |    |                                                              |                    |               |                 |                                                                              |
| 2001年11月7日  | ビクター             | VICL-35326 | 1  | 愛のさざなみ                                                 | なかにし礼         | 浜口庫之助    |                 | 日本テレビ系『TVおじゃマンボウ』エンディングテーマ                           |
| 2001年11月7日  | ビクター             | VICL-35326 | 2  | 抱いてDarlin'                                                |                    |               |                 |                                                                              |

### アルバム
| 発売日         | レーベル         | 規格品番   | アルバム |
| -------------- | ---------------- | ---------- | --- |
| 1991年12月15日 | ポニーキャニオン | PCCA-00338 | Belong to you 1. 友達より遠い人 2. 日曜はダメよ 3. テンダー・クリスマス 4. 5日遅れのバースデー 5. 天気雨の街から 6. 水平線でつかまえて |
| 1996年3月25日  | East West        | AMCM-4243  | Kiss 1. Kiss 2. April Fool 3. あなたといるだけで 4. 空になれるなら 5. 待ってるね 6. 愛は素顔のままで 7. 幸せな日々 8. 戻らない季節 9. ときめきは負けない 10. 希望の港 11. Kiss |
| 2002年9月19日  | ポニーキャニオン | PCCA-01766 | 三浦理恵子ベスト 1. 涙のつぼみたち 2. グッバイ・フレンズ 3. 水平線でつかまえて 4. 妖精物語 5. 日曜はダメよ 6. 素敵なラビリンス 7. Jokeにもならない恋 8. 想い出がはじまる 9. 神様からもらったチャンス 10. 永遠のひとひら 11. 天使のいる渚 12. 約束のポニーテール 13. 抱きしめてDeatiny 14. この愛がバイブル 15. 楽園のトリコ 16. かなしい秘密 |
| 2007年7月18日  | ポニーキャニオン | PCCA-02493 | SINGLESコンプリート 2枚組ベストアルバム |
| 2008年7月16日  | ポニーキャニオン | PCCS-00024 | My!これ チョイス「Belong To You+シングルコレクション」 |
| 2010年4月21日  | ポニーキャニオン | PCCS-00116 | My!これ Lite |

### その他CD
- 出町柳から/朝靄の京橋で乗り換え（2003年7月7日、『中之島ゆき』名義）
- R.O.D -THE TV- ORIGINAL SOUND TRACK（2004年3月24日、アニプレックス）「Confidence」を収録
  - フジテレビ『R.O.D -THE TV-』エンディングテーマ

### Video & DVD
- Belong To You（1992年2月21日、ポニーキャニオン）ファーストコンサートのビデオを「芝メルパルクホール」にて収録[4]。
- ビデオクリップ集『夢であいたい』（1992年6月19日、ポニーキャニオン）
- コンサートビデオ『RIEKO' VACATION』（1992年11月20日、ポニーキャニオン）
- RIEKO in ニューカレドニア & ヴァヌアツ（1993年6月2日、ポニーキャニオン）
- ライブビデオ『On Air EAST '95』（1996年4月25日、イーストウエスト・ジャパン）
- DVD版『月刊三浦理恵子』（2004年10月6日）
- DVD『クリストファー・ドイル×三浦理恵子』（2004年10月6日）

## 出演
CoCo時代に出演した番組はCoCo (アイドルグループ)を参照。

### テレビドラマ
- 新・寺内貫太郎一家（1991年11月25日、TBS） - 伊藤光子 役
- 逃亡者（1992年8月19日、フジテレビ）
- 映画みたいな恋したい「トゥルー・カラーズ」（1993年2月13日、テレビ東京）
- 日本名作ドラマ にごり絵（1993年10月25日、テレビ東京）
- お玉・幸造夫婦です（1994年7月 - 9月、日本テレビ） - 小森加代 役
- STATION（1995年3月4日、日本テレビ）
- 金田一少年の事件簿シリーズ（日本テレビ） - 鷹島友代 役
  - 金田一少年の事件簿 スペシャル（1995年4月8日）
  - 金田一少年の事件簿（1995年7月29日、1996年9月14日、9月21日）
- 恋も料理もさじ加減（1995年5月9日 - 30日、日本テレビ）
- ハートにS「DJメッセージ」（1995年5月15日、フジテレビ）
- あの声は悪魔の囁き（1995年8月28日、TBS）
- 静かなるドンリターンズ（1995年9月23日、日本テレビ） - シンディ・リン 役
- 水戸黄門（TBS / C.A.L）
  - 第24部 第7話「だんごを盗ったお姫様 -姫路-」（1995年10月30日） - 妙姫 役
- 木曜の怪談「秘密の仲間」（1995年12月14日、フジテレビ）
- 冠婚葬祭部長（1996年1月 - 3月、TBS） - 堀口加奈 役
- マドンナコップ（1996年4月3日 - 24日、日本テレビ）
- 東京に殺された女（1996年10月7日、TBS）
- 東芝日曜劇場 / メロディー（1997年1月 - 3月、TBS） - 広岡真理子 役
- 僕が僕であるために（1997年1月3日、フジテレビ）
- 連続テレビ小説（NHK）
  - あぐり（1997年6月30日 - 10月4日）
  - 風のハルカ（2005年10月 - 2006年4月） - 村崎静子 役
- 土曜ワイド劇場（テレビ朝日）
  - 家政婦は見た!（1997年10月30日） - 坂本真紀
  - 京都B級グルメ殺人マップ（1999年3月6日、朝日放送） - 五十嵐亮子 役
  - 新・警視庁女性捜査班（2006年） - 水谷涼子 役
  - 弁天祐美子法律事務所（2007年4月28日） - 南郷志保 役
  - 弁天祐美子法律事務所2（2009年11月7日） - 南郷志保 役
  - 西村京太郎トラベルミステリー56（2011年7月23日） - 白井美咲 役
  - 山村美紗サスペンス 女検視官・江夏冬子 ～血だまりの滴～（2012年5月11日、フジテレビ） - 上木加代子 役
  - ヤメ検の女（2012年7月21日、朝日放送） - 石田貴子 役
  - ゴーストライターの殺人取材（2012年8月4日） - 吉永チカ 役
  - 森村誠一の棟居刑事7（2014年2月8日） - 重松初音 役
  - 私は代行屋!3 事件推理請負人（2014年11月15日） - 沙希 役
  - 再捜査刑事・片岡悠介8（2015年8月8日、朝日放送） - 桜木春美 役
- 火曜サスペンス劇場 / 警部補 佃次郎4 仮説の行方（1997年12月26日、日本テレビ） - 酒井香織 役
- 三姉妹探偵団（1998年1月31日・2月7日、日本テレビ）
- お嬢様は名探偵（1998年9月26日 - 10月10日、NHK）
- P.A.（1998年10月24日、日本テレビ）
- タブロイド 第4話（1998年11月4日、フジテレビ） - 澤口美雪 役
- はみだし刑事情熱系（1999年3月3日、テレビ朝日）
- 緋が走る（1999年4月28日・5月5日、NHK）
- 古畑任三郎（1999年5月11日、フジテレビ） - 安斎香織 役
- 金曜エンタテイメント（フジテレビ）
  - ドーラク弁護士（1999年5月21日）
  - 西村京太郎サスペンス お局探偵亜木子&みどりの旅情事件帳3（2000年4月21日） - 和田かおり、香田美佳（2役）
  - 芸能レポーター服部ヨネ子の突撃取材! 西村知美殺人事件（2001年8月3日） - 高木加奈 役
- バカヤロー!1999 ニッポン人の怒り爆発 ストレス解消3連発  第2話「セクハラでから騒ぎするな!」（1999年9月26日、日本テレビ）
- 救急ハート治療室 第2話（1999年7月13日、関西テレビ） - 水上香織 役
- 新・俺たちの旅 Ver.1999 第8話（1999年8月28日、日本テレビ） - 圭子 役
- バースデイ〜こちら椿産婦人科〜（1999年11月10日、テレビ東京）
- 三つのお願い（2000年8月7日 - 11日、TBS） - 小川直美 役
- 月曜ドラマスペシャル （TBS）
  - 宗像教授の伝奇考（2000年11月20日） - 中野琴美 役
  - 宗像教授の伝奇考2（2003年9月1日） - 中野琴美 役
- 賢者の贈り物「祭典の日」（2001年12月24日、広島ホームテレビ）
- ぼくが地球を救う 第3話（2002年7月18日、TBS） - 秋川小夜子 役
- 怪談百物語 第9話（2002年11月19日、フジテレビ） - おもん 役
- 大河ドラマ / 利家とまつ（2002年11月24日・12月1日、NHK） - 松の丸殿 役
- ムコ殿2003（2003年4月 - 6月、フジテレビ） - 石原北絵 役
- 特命係長 只野仁シリーズ（テレビ朝日）[2] - 新水真由子 役
  - 特命係長 只野仁 1st Season（2003年7月 - 9月）
  - 特命係長 只野仁 リターンズ（2004年12月22日）
  - 特命係長 只野仁 2nd Season（2005年1月 - 3月）
  - 特命係長 只野仁 スペシャル（2005年8月7日）
  - 特命係長 只野仁 スペシャル '06（2006年9月23日）
  - 特命係長 只野仁 3rd Season（2007年1月 - 3月）
  - 特命係長 只野仁 スペシャル '08（2008年2月2日）
  - 特命係長 只野仁 スペシャル '09（2009年1月3日）
  - 特命係長 只野仁 4th Season（2009年1月 - 3月）
  - 特命係長 只野仁 ファイナル（2012年1月6日・7日）
- 夢みる葡萄 〜本を読む女〜（2003年9月 - 12月、NHK） - 小川英子 役
- ほんとにあった怖い話 スペシャル3「病棟奇譚」（2003年9月5日、フジテレビ） - 吉川美奈子 役
- ラブ・ジャッジ（2003年10月2日、TBS） - エリ 役
- 月曜ミステリー劇場 / ムコ入り刑事 高山家・明の事件ファイル（2003年12月1日、TBS） - 高山理世子 役
- 水戸黄門 1000回スペシャル（2003年12月15日、TBS） - 桔梗 役
- 白い巨塔（2004年2月 - 3月、フジテレビ） - 野田華子 役
- 仔犬のワルツ（2004年4月 - 6月、日本テレビ） - 輪島舞子
- 一番大切な人は誰ですか?（2004年10月 - 12月、日本テレビ） - 久内加奈子 役
- ラブ・ジャッジ2（2004年12月28日、TBS） - エリ 役
- 曲がり角の彼女（2005年4月 - 6月、関西テレビ） - 堀内夕子 役
- 恋愛内科25時（2005年6月1日、TBS） - 亀岡梨々子 役
- 新・科捜研の女 第4話（2005年8月4日、テレビ朝日） - 五十川順子 役
- 女子刑務所東三号棟（2005年9月22日、TBS） - 山科理彩 役
- 里見八犬伝（2006年1月2日・3日、TBS） - クミ 役
- 西遊記 第2話（2006年1月16日、フジテレビ） - 冬麗 役
- 女王の教室エピソードI（2006年3月18日、日本テレビ） - 池内美栄子 役
- ギャルサー（2006年4月 - 6月、日本テレビ） - 早瀬晶子（小野（相川）小町） 役
- 名奉行!大岡越前 第2シリーズ 第1話「五つの顔を持つ女…涙の逆転お白州」（2006年4月18日、テレビ朝日） - 記録喪失の女（お澄・お君・お園・おちか） 役
- 弁護士のくず 第7話（2006年5月25日、TBS） - 高井霧子 役
- 結婚できない男（2006年7月 - 9月、関西テレビ） - 中川圭子 役
  - まだ結婚できない男（2019年10月 - 12月、関西テレビ）
- 月曜ゴールデン（TBS）
  - 探偵 左文字進10〜悪魔と天使〜（2006年7月1日） - 諸星万里江 役
  - 浅見光彦シリーズ 第21作 沢村一樹版「平家伝説殺人事件」（2005年） - 稲田萌子
  - 浅見光彦シリーズ 第33作 速水もこみち版「蜃気楼」（2013年9月16日） - 和泉冴子 役
- だめんず・うぉ〜か〜（2006年10月 - 12月、テレビ朝日） - 宮下さくら 役
- 笑える恋はしたくない 第1話（2006年、TBS） - 恵美 役
- フライトパニック（2007年、フジテレビ） - 柳本加奈子 役
- 山おんな壁おんな（2007年7月 - 9月、フジテレビ） - 黒板リカ 役
- 怨み屋本舗スペシャル 家族の闇 モンスターファミリー（2008年、テレビ東京） - 白川由紀 役
- 肉体の門（2008年、テレビ朝日） - 町子 役
- 愛の劇場 / スイート10〜最後の恋人〜（2008年3月 - 5月、TBS） - 関弓子 役
- 7人の女弁護士（2008年4月 - 6月、テレビ朝日） - 川村綾子 役
- モンスターペアレント（2008年8月19日、関西テレビ） - 太田祐美 役
- セレブと貧乏太郎（2008年10月 - 12月、フジテレビ） - 大野緑 役
- 松本清張生誕100年スペシャル・夜光の階段（2009年4月 - 6月、テレビ朝日） - 岡野和子 役
- 探偵Xからの挑戦状!（2009年5月、NHK）
- ハンチョウ〜神南署安積班〜 第4話（2009年5月4日、TBS） - 長沢ゆかり 役
- カイドク〜都市伝説の暗号ミステリー〜（2009年6月30日、関西テレビ） - 藤崎管理官 役
- となりの芝生（2009年7月 - 9月、TBS） - 崎田時枝 役
- 浅見光彦〜最終章〜 第3話（2009年11月4日、TBS） - 横居マリ子 役
- アンタッチャブル〜事件記者・鳴海遼子〜 第5話（2009年11月13日、朝日放送・テレビ朝日） - マリー 役
- まっすぐな男（2010年1月 - 3月、関西テレビ） - 山崎珠美 役
- GM〜踊れドクター 第1話（2010年7月18日、TBS） - 斉木葉子 役
- 警視庁継続捜査班 第5話（2010年8月19日、テレビ朝日） - 香川絵里子 役
- 霊能力者 小田霧響子の嘘（2010年10月 - 12月、テレビ朝日） - 女刑事「S」役
- 水曜シアター9 / 懸賞金〜目撃証言に三千万円を賭けた女〜（2010年3月3日、テレビ東京） - 徳永沙織 役
- 美しい隣人（2011年1月 - 3月、関西テレビ） - 相田真由美 役
- Dr.伊良部一郎 第1話（2011年1月30日、テレビ朝日） - 樋口和美 役
- ここが噂のエル・パラシオ（2011年10月 - 12月、テレビ東京） - 沢井江利花 役
- 謎解きはディナーのあとで 第9・10話（2011年12月13日・20日、フジテレビ） - 宮地沙織 役
- SPEC〜翔〜（2012年4月1日、TBS） - 大河原教授 役
- たぶらかし-代行女優業・マキ- 第2話（2012年4月12日、読売テレビ） - 竹内奈々 役
- サマーレスキュー〜天空の診療所〜（2012年7月 - 9月、TBS） - 小山雪乃 役
- 匿名探偵シリーズ（テレビ朝日） - 新垣真由美 役
  - 匿名探偵（2012年10月 - 12月）
  - 匿名探偵 第2期 最終話（2014年9月5日）
- ドラマ10 / シングルマザーズ（2012年10月 - 12月、NHK） - 梶谷由香子 役
- シェアハウスの恋人（2013年1月 - 3月、日本テレビ） - 山吹さん 役
- 科捜研の女 第12シリーズ 第3話（2013年1月24日、テレビ朝日） - 島谷智美 役
- お助け屋☆陣八 第11話（2013年3月21日、読売テレビ） - 蓮杖美咲 役
- ラスト♡シンデレラ 第8話（2013年5月30日、フジテレビ） - 茅野かすみ 役
- 警視庁捜査一課9係 season8 第3話（2013年7月24日、テレビ朝日） - 上野麗子 役
- 花咲くあした（2014年1月 - 2月、NHK BSプレミアム） - 竹下静香 役
- ファースト・クラス（2014年4月 - 6月、フジテレビ） - 八巻小夏 役
- 同窓生〜人は、三度、恋をする〜（2014年7月 - 9月、TBS） - 桜井加奈子 役
- ビンタ!〜弁護士事務員ミノワが愛で解決します〜 第7話（2014年11月13日、読売テレビ） - 浅野真知子 役
- SAKURA〜事件を聞く女〜 第7話（2014年12月1日、TBS） - 宮下茜 役
- 美しき罠〜残花繚乱〜（2015年1月 - 3月、TBS） - 桐谷麻紀 役
- ヤメゴク〜ヤクザやめて頂きます〜 第1話ゲスト（2015年4月16日、TBS） - 倉持幸子 役
- 水曜ミステリー9 / 激突!アラフィフ熟女刑事の事件簿（2015年6月10日、テレビ東京） - 牧村まど香 役
- ホテルコンシェルジュ 第6話（2015年8月11日、TBS） - 天堂季世子 役
- 夏樹静子サスペンス・光る崖（2016年2月20日、フジテレビ） - 豊松久仁子 役
- 金曜プレミアム / 警部補・佐々木丈太郎8（2016年2月26日、フジテレビ） - 西野美奈子 役
- 抱かれたい12人の女たち 第8話（2019年11月24日、テレビ大阪） - 年上の女 役[5]

### 映画
- 修羅之介斬魔劍 妖魔伝説（1996年11月9日、キングレコード / 東北新社）
- ゴーストシャウト（2004年12月18日）
- 特命係長 只野仁 最後の劇場版（2008年12月、松竹）
- 劇場版TRICK 霊能力者バトルロイヤル（2010年5月8日）
- 薔薇色のブー子（2014年5月30日）

### 舞台
- 舞台版 こちら葛飾区亀有公園前派出所（2001年7月27日 - 29日・8月23日 - 9月2日） - 小野小町 役
  - 脚本・演出：ラサール石井
  - 会場：かめあり リリオホール、博品館劇場ほか
- 第三惑星放送協會 ブラックワイドショー 惑星協會員 マる秘合同剣修（2004年3月29日 - 30日）
  - 会場：汐留・日テレホール
- ハウ・トゥ・サクシード-努力しないで出世する方法-（2007年4月21日 - 5月13日〈東京〉、5月16日 - 19日〈大阪〉、5月25日・26日〈名古屋〉）
  - 会場：東京芸術劇場 中ホール、梅田芸術劇場 メインホール、愛知厚生年金会館
- キバコの会 第二回公演「フォトジェニック」（2010年4月14日 - 18日、ザ・スズナリ）
- キバコの会 第三回公演「ギターを待ちながら」（2012年2月8日 - 19日、赤坂RED/THEATER）

### テレビアニメ
- こちら葛飾区亀有公園前派出所（1998年8月16日 - 2004年12月19日・2005年 - 2008年の特別番組版、フジテレビ） - 小野小町 役[6]
- R.O.D -THE TV-（2003年 - 2004年） - 読子・リードマン 役

### 劇場アニメ
- こちら葛飾区亀有公園前派出所 THE MOVIE（1999年） - 小野小町 役[7]
- こちら葛飾区亀有公園前派出所 THE MOVIE2 UFO襲来! トルネード大作戦!!（2003年） - 小野小町 役

### OVA
- R.O.D -READ OR DIE-（2001年 - 2002年） - 読子・リードマン 役

### ゲーム
- ヒーローズファンタジア（2012年） - 読子・リードマン 役

### 吹き替え
- 朱蒙 〜チュモン〜 - プヨン（イム・ソヨン） 役

### ラジオ
- 三浦理恵子 あなただけのオルゴール（1991年4月 - 1993年3月、文化放送）
- 理恵コ語辞典（1993年4月 - 10月、MBSラジオ）
- MBSヤングタウン 金曜日（MBSラジオ）
- 三浦理恵子のDAYLIGHT AVENIUE（1995年10月 - 1998年3月、FM-FUJI）

### バラエティ
- THE夜もヒッパレ（1994年8月27日 - 2002年9月21日、日本テレビ）
- ブラックワイドショー（2002年10月 - 2003年3月、日本テレビ）
- ルドイア☆星惑三第（2006年10月 - 2007年9月、日本テレビ）
- 戦国鍋TV 〜なんとなく歴史が学べる映像〜（2011年、tvk） - ヨウコ先生 役

### ドキュメンタリー
- ヨーロッパ水風景 スウェーデン ストックホルム〜トロルハッタンの旅（2013年11月10日・11月17日、BSジャパン） - 旅人

### CM
- 東京都社会保険庁（1994年3月）
- 明星食品 ラーへの道（1997年1月 - 3月）
- ワーナーランバート クロレッツ（1997年9月 - 1998年8月）
- ピザ・カリフォルニア（1999年12月 - 2000年2月）
- 京阪電気鉄道（2003年頃）

## 書籍

### 雑誌
- BOMB! あなたへの素敵な手紙（1996年5月 - 1997年12月、学習研究社）雑誌連載書き下ろしエッセイ

### 写真集
- Virgo（1991年10月、近代映画社）
- relish（1993年2月、ワニブックス）
- あたし（1996年11月、近代映画社）
- hugs（2002年7月、集英社）[8]
- SHINCHO MOOK 61『月刊 三浦理恵子』（2004年9月、新潮社）